# Gravitas
Gravitas was een van de deugden die door de antieke Romeinse maatschappij bijzonder werden gewaardeerd, samen met pietas, dignitas en virtus. 
Het is etymologisch afgeleid van het Latijnse woord voor gewicht, zwaarte, en heeft betrekking op een ernstige en waardige persoonlijkheid met diepgang. In het oude Griekenland had de term aretè een vergelijkbare betekenis.